# مایکل دبلیو اسمیت
مایکل دبلیو اسمیت (انگلیسی: Michael W. Smith؛ زادهٔ ۷ اکتبر ۱۹۵۷) یک موسیقی‌دان اهل ایالات متحده آمریکا است.
 وی از سال ۱۹۸۳ میلادی تاکنون مشغول فعالیت بوده‌است.